# 지방도 제1099호선
지방도 제1099호선(남상 ~ 대덕선)은 경상남도 거창군 남상면 전척리와 경상북도 김천시 대덕면 대리를 잇는 경상남도의 지방도이다. 가조면 대조리 가조 나들목에서 광주대구고속도로와 연결된다. 경상북도 구간은 미포장 구간이다.

## 연혁
- 2001년 12월 24일 : 용산교(거창군 가북면 용산리) 27m 구간 개통[1]
- 2003년 2월 13일 : 거창군 가조면 일부리 ~ 기리 1.737 km 구간 개통[2]
- 2003년 2월 20일 : 경상남도 구간 노선 폐지 및 재지정[3][4]
- 2003년 2월 20일 : 경상북도 구간 노선 폐지 및 재지정.[5]
- 2004년 10월 29일 : 거창군 웅양면 산포리 ~ 우두령 4.32 km 구간 개통[6]
- 2009년 10월 15일 : 지방도 노선 조정[7]
- 2017년 3월 30일 : 장기 ~ 우혜간 도로 3공구(거창군 가조면 기리) 670m 구간 확장 개통[8] 및 기존 460m 구간 폐지[9]
- 2017년 4월 6일 : 남하 ~ 가조간 도로 1공구(거창군 남상면 진척리 ~ 무릉리) 3.1 km 구간 확장 개통[10]
- 2018년 11월 30일 : 장기 ~ 우혜간 도로(거창군 가조면 마상리 ~ 사병리) 총 3.51 km 구간 확장 개통, 기존 거창군 가조면 장기리 ~ 마상리 총 1.67 km 구간 폐지[11]

## 주요 경유지

### 경상남도
- 거창군
  - 남상면 (미개통 구간 : 전척리)
  - 남하면 (미개통 구간) - 산포삼거리 - 무릉리 - 지산교 - 지산리 - 지산교
  - 가조면 지산교 - 기리 - 석강농공단지 - 석강초등학교(폐교) - 석강리 - 한수교 - 일부리 - 가조 나들목 - 제2한수교 - 마상리 - 가조삼거리 - 가조삼거리 - 가조시외버스정류장 - 가조면 행정복지센터 - 가조초등학교 - 마상2교 - 장기삼거리 - 장기리 - 사병리
  - 가북면 용산교 - 용산리 - 가북교 - 우혜리 - 가북초등학교 - 가조중학교 가북분교(폐교) - 해평교 - 해평리 - 회남삼거리 - 중촌리 - (심방) - (미개통 구간)
  - 웅양면 (미개통 구간) - (우랑) - 산포리 - (강천삼거리) - 강천새마을교 - 웅양저수지 - 우두령재

### 경상북도
- 김천시
  - 대덕면 (미포장 구간: 우두령재 - 대리)

## 중복 구간
- 거창군 가조면 가조삼거리 ~ 장기삼거리 : 지방도 제1084호선과 중복

## 도로명
- 경상남도
  - 거창군 남하면 산포삼거리 ~ 가조면 가조삼거리 : 지산로
  - 거창군 가조면 가조삼거리 ~ 장기삼거리 : 가조가야로
  - 거창군 가조면 장기삼거리 ~ (심방) : 가북로
  - 거창군 웅양면 (우랑) ~ (강천삼거리) : 산포우랑길, 강천장교길
  - 거창군 웅양면 (강천삼거리) ~ 우두령재 : 우두령로
- 경상북도
  - 김천시 대덕면 우두령재 ~ 대리 : 우두령로